# Evynnis cardinalis
Cá bánh đường hay Cá miễn sành hai gai (Danh pháp khoa học: Evynnis cardinalis) là loài cá trong họ Sparidae thuộc bộ cá vược. Phân bố trên thế giới ở Inđônêxia, Triều Tiên, Nhật Bản, Trung Quốc, Việt Nam, tại vịnh Bắc Bộ Đặc. Tên thường gọi tiếng Anh là Seabream, Long spine seabream, Red seabream. Tên gọi tiếng Nhật Hirekodai, Hi-re-ko-dai. Tên gọi tiếng Hàn Quốc Nok-chul-dom. 

## Đặc điểm
Cá có chiều dài từ 70–210 mm, thân cao, màu hồng nhạt, đầu đỏ hơn. Có nhiều chấm màu xanh nhạt chạy dọc theo các hàng vẩy. Loại cá này thịt thơm và trắng, chế biến được rất nhiều món ngon. Cá bánh đường có hương vị ngọt thơm và béo. Thân rất cao, rất dẹt bên, chiều cao đầu lớn hơn chiều dài đầu. Viền trên của đầu xiên. Vây lưng một chiếc với 12 tia cứng và 10-11 tia mềm, hai tia cứng đầu tiên ngắn nhưng rất phát triển, tia cứng thứ ba và thứ tư (đôi khi tia thứ năm) kéo dài như sợi tia, các tia cứng tiếp theo ngắn dần về phía sau. Vây hậu môn có 3 tia cứng và 8-9 tia mềm, tia cứng thứ nhất ngắn, tia thứ hai hơi ngắn hơn tai thứ ba. Vây đuôi chia thùy nhọn. Thân màu hồng nhạt, đầu đỏ hơn. Có nhiều chấm màu xanh nhạt chạy dọc theo các hàng vẩy.

## Khai thác
Cuối hạ đầu thu là vào mùa đánh bắt cá bánh đường của ngư dân ven biển miền Trung Việt Nam. Món thường làm là kho với cà hoặc thơm, rồi rải lên vài cọng hành ngò, hấp cá cuốn với bánh tráng và rau sống. Cá bánh đường chiên giòn ăn với nước mắm ớt tỏi. Ở Quảng Nam, sản phẩm cá bánh đường được các cơ sở sản xuất xuất khẩu ra các nước trong khu vực Đông Bắc Á và Đông Nam Á. Cá bánh đường sau khi lóc bỏ xương, phần còn lại là nguyên liệu chính đưa vào chế biến. Nguyên liệu được tẩm ướp các loại gia vị: đường, muối, dầu phụng, tiêu, tỏi... 